# DDR-Fußball-Liga 1980/81
In der Saison 1980/81 gelang der BSG Energie Cottbus zum dritten Mal der Sprung in die DDR-Oberliga. Als zweite Mannschaft stieg mit der BSG Chemie Buna Schkopau ein absoluter Neuling in das Oberhaus auf.

## Modus
Gespielt wurde in 5 Staffeln zu je 12 Mannschaften (regionale Gesichtspunkte). In einer Doppelrunde mit Hin- und Rückspiel wurden die Staffelsieger und je 3 Absteiger pro Staffel ermittelt. Die Staffelsieger ermittelten ebenfalls mit Hin- und Rückspiel in einer Aufstiegsrunde die 2 Oberligaaufsteiger.

## Staffel A

### Saisonverlauf
Der BSG Schiffahrt/Hafen Rostock gelang noch mit einer Serie von elf Siegen in Folge, den schon auf sieben Punkte enteilten ASG Vorwärts Stralsund einzuholen und sich den Staffelsieg zu sichern. Das Mittelfeld bestand aus der SG Dynamo Schwerin, BSG Post Neubrandenburg und ASG Vorwärts Neubrandenburg. Den beiden Neubrandenburger Mannschaften ging zwar am Ende etwas die Luft aus, ohne jedoch ernsthaft in Abstiegsgefahr zu geraten. Alle anderen befanden sich im Abstiegskampf, dem die TSG Wismar und die ISG Schwerin-Süd mit jeweils einer kleinen Serie am Ende der Saison als erste entkamen. Die BSG Lokomotive Anklam rettete sich durch einen Sieg im Nachholspiel gegen die BSG CM Veritas Wittenberge. Der TSG Bau Rostock verhalf das bessere Torverhältnis gegenüber der BSG Motor Wolgast und den Wittenbergern. Nach den beiden Neulingen aus Wolgast und Wittenberge führte auch der Weg der BSG KKW Greifswald in die Bezirksliga.

### Abschlusstabelle
| Pl. | Verein                         | Sp. | S  | U | N  | Tore    | Diff. | Punkte |
| --- | ------------------------------ | --- | -- | - | -- | ------- | ----- | ------ |
| 1.  | BSG Schiffahrt/Hafen Rostock   | 22  | 15 | 5 | 2  | 048:200 | +28   | 35:90  |
| 2.  | ASG Vorwärts Stralsund         | 22  | 15 | 4 | 3  | 051:130 | +38   | 34:10  |
| 3.  | SG Dynamo Schwerin             | 22  | 12 | 5 | 5  | 043:280 | +15   | 29:15  |
| 4.  | TSG Wismar                     | 22  | 8  | 6 | 8  | 036:430 | −7    | 22:22  |
| 5.  | BSG Post Neubrandenburg        | 22  | 8  | 5 | 9  | 035:300 | +5    | 21:23  |
| 6.  | ISG Schwerin-Süd               | 22  | 9  | 3 | 10 | 032:360 | −4    | 21:23  |
| 7.  | ASG Vorwärts Neubrandenburg    | 22  | 8  | 4 | 10 | 029:320 | −3    | 20:24  |
| 8.  | BSG Lokomotive Anklam (N)      | 22  | 6  | 6 | 10 | 028:520 | −24   | 18:26  |
| 9.  | TSG Bau Rostock                | 22  | 6  | 5 | 11 | 028:340 | −6    | 17:27  |
| 10. | BSG Motor Wolgast (N)          | 22  | 5  | 7 | 10 | 028:390 | −11   | 17:27  |
| 11. | BSG CM Veritas Wittenberge (N) | 22  | 5  | 7 | 10 | 024:380 | −14   | 17:27  |
| 12. | BSG KKW Greifswald             | 22  | 3  | 7 | 12 | 023:400 | −17   | 13:31  |

| (N) | Aufsteiger aus der Bezirksliga 1979/80 |

### Kreuztabelle
Die Kreuztabelle stellt die Ergebnisse aller Spiele dieser Saison dar. Die Heimmannschaft ist in der linken Spalte aufgelistet und die Gastmannschaft in der obersten Reihe.
| 1980/81 | 1980/81                      | BSG Schiffahrt/Hafen Rostock | ASG Vorwärts Stralsund | SG Dynamo Schwerin | TSG Wismar | BSG Post Neubrandenburg | ISG Schwerin-Süd | ASG Vorwärts Neubrandenburg | BSG Lok Anklam | TSG Bau Rostock | BSG Motor Wolgast | BSG CM Veritas Wittenberge | BSG KKW Greifswald |
| ------- | ---------------------------- | ---------------------------- | ---------------------- | ------------------ | ---------- | ----------------------- | ---------------- | --------------------------- | -------------- | --------------- | ----------------- | -------------------------- | ------------------ |
| 01.     | BSG Schiffahrt/Hafen Rostock |                              | 2:0                    | 2:0                | 4:2        | 0:3                     | 1:0              | 2:1                         | 6:2            | 2:2             | 5:0               | 4:0                        | 2:0                |
| 02.     | ASG Vorwärts Stralsund       | 1:1                          |                        | 2:0                | 2:0        | 1:0                     | 1:1              | 4:0                         | 6:0            | 2:0             | 4:1               | 5:0                        | 5:0                |
| 03.     | SG Dynamo Schwerin           | 1:2                          | 2:0                    |                    | 1:1        | 1:1                     | 1:0              | 3:2                         | 9:2            | 3:0             | 3:1               | 2:1                        | 3:2                |
| 04.     | TSG Wismar                   | 1:2                          | 0:0                    | 1:2                |            | 1:2                     | 3:2              | 1:0                         | 2:0            | 3:2             | 2:2               | 1:1                        | 3:1                |
| 05.     | BSG Post Neubrandenburg      | 0:1                          | 0:2                    | 2:1                | 6:1        |                         | 4:1              | 2:3                         | 2:2            | 1:0             | 1:2               | 1:1                        | 3:2                |
| 06.     | ISG Schwerin-Süd             | 0:3                          | 1:3                    | 1:1                | 1:0        | 2:2                     |                  | 1:3                         | 4:0            | 1:0             | 1:0               | 3:1                        | 1:0                |
| 07.     | ASG Vorwärts Neubrandenburg  | 4:3                          | 0:1                    | 1:1                | 1:2        | 1:0                     | 0:1              |                             | 2:0            | 1:1             | 1:1               | 1:1                        | 1:0                |
| 08.     | BSG Lokomotive Anklam        | 0:2                          | 3:6                    | 1:2                | 1:1        | 1:0                     | 3:4              | 2:1                         |                | 0:0             | 2:1               | 3:1                        | 1:1                |
| 09.     | TSG Bau Rostock              | 1:2                          | 0:2                    | 4:0                | 4:1        | 5:3                     | 1:3              | 2:0                         | 0:0            |                 | 2:4               | 2:1                        | 2:1                |
| 10.     | BSG Motor Wolgast            | 0:0                          | 1:0                    | 1:2                | 2:3        | 1:2                     | 2:1              | 3:4                         | 2:2            | 0:0             |                   | 0:1                        | 1:0                |
| 11.     | BSG CM Veritas Wittenberge   | 1:1                          | 0:3                    | 0:3                | 3:4        | 0:0                     | 5:2              | 1:0                         | 0:1            | 2:0             | 0:0               |                            | 3:1                |
| 12.     | BSG KKW Greifswald           | 1:1                          | 1:1                    | 1:1                | 3:3        | 1:0                     | 2:2              | 0:2                         | 0:2            | 2:0             | 3:3               | 1:1                        |                    |

### Torschützenliste
|     | Spieler             | Verein                       | Tore |
| --- | ------------------- | ---------------------------- | ---- |
| 01. | Hans-Jürgen Pohl    | SG Dynamo Schwerin           | 16   |
| 02. | Hans-Jürgen Harnack | BSG Motor Wolgast            | 14   |
| 03. | Dietmar Hirsch      | SG Dynamo Schwerin           | 12   |
| 03. | Heinz Pinkohs       | BSG Schiffahrt/Hafen Rostock | 12   |
| 05. | Eckhard Sperling    | BSG Lokomotive Anklam        | 11   |

### Zuschauer
In 132 Spielen kamen 154.450 Zuschauer ({\displaystyle \varnothing } 1.170 pro Spiel) in die Stadien.
Größte Zuschauerkulisse
6.300  ASG Vorwärts Neubrandenburg – BSG Post Neubrandenburg (2. Sp.)
Niedrigste Zuschauerkulisse
50 BSG Schiffahrt/Hafen Rostock – ISG Schwerin-Süd (5. Sp.)
| Mannschaft                   | Gesamt | {\displaystyle \varnothing } | Heim   | {\displaystyle \varnothing } | Ausw.  | {\displaystyle \varnothing } |
| ---------------------------- | ------ | ---------------------------- | ------ | ---------------------------- | ------ | ---------------------------- |
| BSG Schiffahrt/Hafen Rostock | 16.600 | 0755                         | 04.950 | 0450                         | 11.650 | 1.059                        |
| ASG Vorwärts Stralsund       | 36.800 | 1.673                        | 18.300 | 1.663                        | 18.500 | 1.681                        |
| SG Dynamo Schwerin           | 25.300 | 1.150                        | 08.600 | 0781                         | 16.700 | 1.518                        |
| TSG Wismar                   | 20.750 | 0943                         | 10.100 | 0918                         | 10.650 | 0968                         |
| BSG Post Neubrandenburg      | 30.400 | 1.382                        | 13.100 | 1.190                        | 17.300 | 1.572                        |
| ISG Schwerin-Süd             | 18.850 | 0857                         | 08.800 | 0800                         | 10.050 | 0913                         |
| ASG Vorwärts Neubrandenburg  | 24.150 | 1.098                        | 13.250 | 1.204                        | 10.900 | 0990                         |
| BSG Lokomotive Anklam        | 41.850 | 1.902                        | 29.450 | 2.677                        | 12.400 | 1.127                        |
| TSG Bau Rostock              | 18.600 | 0845                         | 08.100 | 0736                         | 10.500 | 0954                         |
| BSG Motor Wolgast            | 25.300 | 1.150                        | 13.700 | 1.245                        | 11.600 | 1.054                        |
| BSG CM Veritas Wittenberge   | 25.050 | 1.139                        | 11.500 | 1.045                        | 13.550 | 1.231                        |
| BSG KKW Greifswald           | 25.250 | 1.148                        | 14.600 | 1.327                        | 10.650 | 0968                         |

## Staffel B

### Saisonverlauf
Der Oberligaabsteiger 1. FC Union Berlin gewann souverän den Titel in der Staffel B. Die BSG KWO Berlin, SG Dynamo Fürstenwalde, BSG Chemie PCK Schwedt und die BSG Stahl Brandenburg waren die ersten Verfolger der Eisernen, aber auf Dauer fehlte es ihnen an Stehvermögen, um ernsthaft im Kampf um den Staffelsieg eingreifen zu können. Mit der BSG Stahl Eisenhüttenstadt, Neuling BSG Bergmann-Borsig Berlin und der BSG Stahl Hennigsdorf folgten Mannschaften, die sich immer im sicheren Fahrwasser bewegten. Dies erwartete man auch von der BSG Motor Hennigsdorf, die jedoch auf Grund einer miserablen Frühjahrsrunde in starke Abstiegsgefahr geriet. Ganze 3 Punkte aus sechs Spielen holten die Hennigsdorfer und waren vor dem 21. Spieltag nun punktgleich mit der BSG Halbleiterwerk Frankfurt/O. Frankfurt holte im gleichen Zeitraum 8 Punkte und konnte nun im direkten Duell mit einem Sieg die Abstiegsplätze verlassen. Hennigsdorf gewann sein Heimspiel mit 2:0 und zog gerade noch einmal den Kopf aus der Schlinge. Die weiteren Absteiger waren die BSG Motor Eberswalde sowie die BSG Motor Süd Brandenburg. Beide fanden sich schon früh auf den Abstiegsplätzen wieder und vor allem Brandenburg erwies sich als nicht ligatauglich.

### Abschlusstabelle
| Pl. | Verein                          | Sp. | S  | U | N  | Tore    | Diff. | Punkte |
| --- | ------------------------------- | --- | -- | - | -- | ------- | ----- | ------ |
| 1.  | 1. FC Union Berlin (A)          | 22  | 16 | 3 | 3  | 054:190 | +35   | 35:90  |
| 2.  | BSG KWO Berlin                  | 22  | 12 | 4 | 6  | 037:280 | +9    | 28:16  |
| 3.  | SG Dynamo Fürstenwalde          | 22  | 10 | 7 | 5  | 043:250 | +18   | 27:17  |
| 4.  | BSG Chemie PCK Schwedt          | 22  | 9  | 9 | 4  | 034:190 | +15   | 27:17  |
| 5.  | BSG Stahl Brandenburg           | 22  | 12 | 2 | 8  | 048:320 | +16   | 26:18  |
| 6.  | BSG Stahl Eisenhüttenstadt      | 22  | 9  | 6 | 7  | 029:210 | +8    | 24:20  |
| 7.  | BSG Stahl Hennigsdorf           | 22  | 9  | 4 | 9  | 035:360 | −1    | 22:22  |
| 8.  | BSG Bergmann-Borsig Berlin (N)  | 22  | 7  | 7 | 8  | 032:390 | −7    | 21:23  |
| 9.  | BSG Motor Hennigsdorf           | 22  | 7  | 5 | 10 | 042:560 | −14   | 19:25  |
| 10. | BSG Halbleiterwerk Frankfurt/O. | 22  | 6  | 4 | 12 | 023:430 | −20   | 16:28  |
| 11. | BSG Motor Eberswalde (N)        | 22  | 5  | 3 | 14 | 020:410 | −21   | 13:31  |
| 12. | BSG Motor Süd Brandenburg (N)   | 22  | 1  | 4 | 17 | 010:480 | −38   | 06:38  |

| (N) | Aufsteiger aus der Bezirksliga 1979/80 |
| (A) | Absteiger aus der DDR-Oberliga 1979/80 |

### Kreuztabelle
Die Kreuztabelle stellt die Ergebnisse aller Spiele dieser Saison dar. Die Heimmannschaft ist in der linken Spalte aufgelistet und die Gastmannschaft in der obersten Reihe.
| 1980/81 | 1980/81                         |     | BSG KWO Berlin | SG Dynamo Fürstenwalde | BSG Chemie PCK Schwedt | BSG Stahl Brandenburg | BSG Stahl Eisenhüttenstadt | BSG Stahl Hennigsdorf | BSG Bergmann-Borsig Berlin | BSG Motor Hennigsdorf | BSG Halbleiterwerk Frankfurt/O. | BSG Motor Eberswalde | BSG Motor Süd Brandenburg |
| ------- | ------------------------------- | --- | -------------- | ---------------------- | ---------------------- | --------------------- | -------------------------- | --------------------- | -------------------------- | --------------------- | ------------------------------- | -------------------- | ------------------------- |
| 01.     | 1. FC Union Berlin              |     | 3:0            | 3:1                    | 1:2                    | 1:0                   | 2:1                        | 2:1                   | 2:1                        | 7:1                   | 4:0                             | 3:0                  | 1:0                       |
| 02.     | BSG KWO Berlin                  | 3:0 |                | 1:1                    | 1:1                    | 1:2                   | 2:1                        | 4:3                   | 4:1                        | 1:3                   | 2:0                             | 3:0                  | 1:0                       |
| 03.     | SG Dynamo Fürstenwalde          | 0:0 | 2:2            |                        | 2:1                    | 3:2                   | 0:0                        | 0:1                   | 2:0                        | 3:2                   | 7:1                             | 1:0                  | 6:1                       |
| 04.     | BSG Chemie PCK Schwedt          | 0:0 | 1:1            | 1:0                    |                        | 4:1                   | 1:1                        | 2:0                   | 1:2                        | 3:1                   | 2:0                             | 4:0                  | 0:0                       |
| 05.     | BSG Stahl Brandenburg           | 2:1 | 3:0            | 5:2                    | 1:1                    |                       | 1:0                        | 2:3                   | 3:2                        | 1:1                   | 5:0                             | 3:1                  | 4:1                       |
| 06.     | BSG Stahl Eisenhüttenstadt      | 1:3 | 3:1            | 1:0                    | 0:0                    | 3:1                   |                            | 3:1                   | 3:0                        | 3:1                   | 0:0                             | 3:1                  | 2:1                       |
| 07.     | BSG Stahl Hennigsdorf           | 2:6 | 0:1            | 1:1                    | 2:1                    | 2:1                   | 1:0                        |                       | 1:1                        | 2:2                   | 5:2                             | 1:0                  | 2:0                       |
| 08.     | BSG Bergmann-Borsig Berlin      | 1:1 | 0:3            | 2:2                    | 2:2                    | 1:0                   | 4:0                        | 1:1                   |                            | 7:4                   | 0:0                             | 3:1                  | 0:0                       |
| 09.     | BSG Motor Hennigsdorf           | 1:6 | 2:0            | 1:5                    | 3:3                    | 2:4                   | 1:0                        | 3:2                   | 1:2                        |                       | 2:0                             | 3:0                  | 3:1                       |
| 10.     | BSG Halbleiterwerk Frankfurt/O. | 0:2 | 1:3            | 0:2                    | 1:0                    | 3:1                   | 0:0                        | 0:2                   | 5:0                        | 2:2                   |                                 | 3:1                  | 2:0                       |
| 11.     | BSG Motor Eberswalde            | 1:3 | 1:2            | 0:0                    | 0:2                    | 0:2                   | 0:0                        | 2:1                   | 3:1                        | 2:1                   | 3:1                             |                      | 3:0                       |
| 12.     | BSG Motor Süd Brandenburg       | 1:3 | 0:1            | 0:3                    | 0:2                    | 0:4                   | 0:4                        | 2:1                   | 0:1                        | 2:2                   | 0:2                             | 1:1                  |                           |

### Torschützenliste
|     | Spieler         | Verein                                             | Tore |
| --- | --------------- | -------------------------------------------------- | ---- |
| 01. | Uwe Borchardt   | 1. FC Union Berlin                                 | 17   |
| 02. | Rüdiger Uentz   | ASG Vorwärts Neubrandenburg (7) BSG KWO Berlin (9) | 16   |
| 03. | Detlef Schulz   | SG Dynamo Fürstenwalde                             | 15   |
| 04. | Sergej Morosow  | BSG Motor Hennigsdorf                              | 14   |
| 05. | Wolfgang Hefter | BSG Chemie PCK Schwedt                             | 12   |
| 06. | Rainer Hornauer | BSG Stahl Hennigsdorf                              | 11   |
| 06. | Jörg Kampf      | BSG Stahl Brandenburg                              | 11   |
| 08. | Frank Neumann   | BSG KWO Berlin                                     | 10   |

### Zuschauer
In 132 Spielen kamen 205.050 Zuschauer ({\displaystyle \varnothing } 1.553 pro Spiel) in die Stadien.
Größte Zuschauerkulisse
10.000  1. FC Union Berlin – SG Dynamo Fürstenwalde (1. Sp.)
Niedrigste Zuschauerkulisse
100 BSG Halbleiterwerk Frankfurt/O. – BSG Motor Süd Brandenburg (6. Sp.)
100 BSG Halbleiterwerk Frankfurt/O. – SG Dynamo Fürstenwalde (13. Sp.)
| Mannschaft                      | Gesamt   | {\displaystyle \varnothing } | Heim   | {\displaystyle \varnothing } | Ausw.  | {\displaystyle \varnothing } |
| ------------------------------- | -------- | ---------------------------- | ------ | ---------------------------- | ------ | ---------------------------- |
| 1. FC Union Berlin              | 109.9000 | 4.995                        | 57.500 | 5.227                        | 52.400 | 4.763                        |
| BSG KWO Berlin                  | 30.200   | 1.373                        | 16.050 | 1.459                        | 14.150 | 1.286                        |
| SG Dynamo Fürstenwalde          | 29.650   | 1.348                        | 12.100 | 1.100                        | 17.550 | 1.595                        |
| BSG Chemie PCK Schwedt          | 35.000   | 1.591                        | 19.600 | 1.781                        | 15.400 | 1.400                        |
| BSG Stahl Brandenburg           | 26.550   | 1.209                        | 15.100 | 1.372                        | 11.450 | 1.040                        |
| BSG Stahl Eisenhüttenstadt      | 21.750   | 0989                         | 11.400 | 1.036                        | 10.350 | 0940                         |
| BSG Stahl Hennigsdorf           | 27.300   | 1.241                        | 13.250 | 1.204                        | 14.050 | 1.277                        |
| BSG Bergmann-Borsig Berlin      | 24.350   | 1.107                        | 10.100 | 0918                         | 14.250 | 1.295                        |
| BSG Motor Hennigsdorf           | 33.850   | 1.539                        | 15.750 | 1.431                        | 18.100 | 1.645                        |
| BSG Halbleiterwerk Frankfurt/O. | 18.750   | 0852                         | 06.750 | 0613                         | 12.000 | 1.090                        |
| BSG Motor Eberswalde            | 20.550   | 0934                         | 09.100 | 0827                         | 11.450 | 1.040                        |
| BSG Motor Süd Brandenburg       | 32.250   | 1.466                        | 18.350 | 1.668                        | 13.900 | 1.263                        |

## Staffel C

### Saisonverlauf
Der Kampf um den Staffelsieg war eine spannende Angelegenheit. Zur Winterpause trennte den Ersten (Schkopau) vom Sechsten (Thale) gerade einmal 3 Punkte. Die Mannschaft der BSG Chemie Buna Schkopau verteidigte ihren Platz an der Tabellenspitze bis zum Ende, was sie vor allem ihrer guten Auswärtsbilanz (15:7 Pkt.) zu verdanken hatte. Oberligaabsteiger BSG Chemie Leipzig, als Favorit gestartet, sah sich mit neuer Formation zu vielen Schwankungen ausgesetzt. Besonders ihre Heimschwäche (14:8 Pkt.) wurde ihnen im Kampf um den Staffelsieg zum Verhängnis. Am Ende blieb ihnen nur der 3. Platz hinter der wiederum starken Elf der BSG Stahl Blankenburg.
 Mit der BSG Chemie Wolfen, den Neulingen BSG MK Sangerhausen und BSG Chemie Schönebeck verloren schon schnell drei Mannschaften den Anschluss an die rettenden Plätze zum Klassenerhalt.

### Abschlusstabelle
| Pl. | Verein                         | Sp. | S  | U | N  | Tore    | Diff. | Punkte |
| --- | ------------------------------ | --- | -- | - | -- | ------- | ----- | ------ |
| 1.  | BSG Chemie Buna Schkopau       | 22  | 13 | 6 | 3  | 043:290 | +14   | 32:12  |
| 2.  | BSG Stahl Blankenburg          | 22  | 11 | 7 | 4  | 034:140 | +20   | 29:15  |
| 3.  | BSG Chemie Leipzig (A)         | 22  | 10 | 9 | 3  | 037:260 | +11   | 29:15  |
| 4.  | SG Dynamo Eisleben             | 22  | 10 | 7 | 5  | 045:240 | +21   | 27:17  |
| 5.  | BSG Lokomotive Stendal         | 22  | 10 | 7 | 5  | 027:230 | +4    | 27:17  |
| 6.  | BSG Stahl Thale                | 22  | 10 | 6 | 6  | 033:240 | +9    | 26:18  |
| 7.  | ASG Vorwärts Dessau            | 22  | 8  | 7 | 7  | 034:260 | +8    | 23:21  |
| 8.  | BSG Stahl Nordwest Leipzig (N) | 22  | 7  | 5 | 10 | 032:380 | −6    | 19:25  |
| 9.  | BSG Chemie Zeitz               | 22  | 7  | 5 | 10 | 029:420 | −13   | 19:25  |
| 10. | BSG Chemie Wolfen              | 22  | 4  | 7 | 11 | 030:360 | −6    | 15:29  |
| 11. | BSG MK Sangerhausen (N)        | 22  | 3  | 4 | 15 | 021:510 | −30   | 10:34  |
| 12. | BSG Chemie Schönebeck (N)      | 22  | 2  | 4 | 16 | 020:520 | −32   | 08:36  |

| (N) | Aufsteiger aus der Bezirksliga 1979/80 |
| (A) | Absteiger aus der DDR-Oberliga 1979/80 |

### Kreuztabelle
Die Kreuztabelle stellt die Ergebnisse aller Spiele dieser Saison dar. Die Heimmannschaft ist in der linken Spalte aufgelistet und die Gastmannschaft in der obersten Reihe.
| 1980/81 | 1980/81                    | BSG Chemie Buna Schkopau | BSG Stahl Blankenburg | BSG Chemie Leipzig | SG Dynamo Eisleben | BSG Lokomotive Stendal | BSG Stahl Thale | ASG Vorwärts Dessau | BSG Stahl Nordwest Leipzig | BSG Chemie Zeitz | BSG Chemie Wolfen | BSG MK Sangerhausen | BSG Chemie Schönebeck |
| ------- | -------------------------- | ------------------------ | --------------------- | ------------------ | ------------------ | ---------------------- | --------------- | ------------------- | -------------------------- | ---------------- | ----------------- | ------------------- | --------------------- |
| 01.     | BSG Chemie Buna Schkopau   |                          | 1:0                   | 3:2                | 1:1                | 0:1                    | 1:1             | 2:0                 | 4:2                        | 3:0              | 0:0               | 5:2                 | 2:1                   |
| 02.     | BSG Stahl Blankenburg      | 2:2                      |                       | 1:1                | 4:1                | 1:1                    | 1:0             | 0:0                 | 4:1                        | 2:1              | 1:0               | 4:0                 | 0:0                   |
| 03.     | BSG Chemie Leipzig         | 3:1                      | 1:3                   |                    | 2:2                | 1:1                    | 0:0             | 1:3                 | 4:3                        | 1:0              | 1:1               | 1:0                 | 4:0                   |
| 04.     | SG Dynamo Eisleben         | 6:1                      | 2:1                   | 0:1                |                    | 1:1                    | 5:0             | 1:1                 | 1:1                        | 4:0              | 2:2               | 3:1                 | 4:1                   |
| 05.     | BSG Lokomotive Stendal     | 1:1                      | 1:0                   | 1:1                | 2:1                |                        | 2:0             | 1:1                 | 0:0                        | 1:0              | 1:5               | 3:0                 | 5:2                   |
| 06.     | BSG Stahl Thale            | 1:1                      | 1:1                   | 0:1                | 3:1                | 3:0                    |                 | 5:1                 | 1:0                        | 2:2              | 2:1               | 5:0                 | 1:0                   |
| 07.     | ASG Vorwärts Dessau        | 0:1                      | 0:1                   | 1:2                | 0:1                | 2:0                    | 4:0             |                     | 4:0                        | 3:2              | 3:2               | 1:1                 | 4:0                   |
| 08.     | BSG Stahl Nordwest Leipzig | 1:3                      | 1:0                   | 1:3                | 0:1                | 2:1                    | 1:0             | 1:1                 |                            | 0:0              | 5:1               | 2:0                 | 3:0                   |
| 09.     | BSG Chemie Zeitz           | 3:5                      | 0:4                   | 1:1                | 1:0                | 2:1                    | 1:4             | 0:0                 | 3:1                        |                  | 3:2               | 3:2                 | 3:1                   |
| 10.     | BSG Chemie Wolfen          | 0:1                      | 0:0                   | 2:2                | 1:1                | 0:1                    | 0:1             | 0:2                 | 6:1                        | 1:1              |                   | 2:1                 | 1:0                   |
| 11.     | BSG MK Sangerhausen        | 1:3                      | 0:2                   | 1:1                | 0:2                | 0:1                    | 1:1             | 2:0                 | 0:5                        | 3:1              | 3:2               |                     | 0:0                   |
| 12.     | BSG Chemie Schönebeck      | 1:2                      | 0:2                   | 1:3                | 0:5                | 0:1                    | 0:2             | 3:3                 | 1:1                        | 1:2              | 4:1               | 4:3                 |                       |

### Torschützenliste
|     | Spieler                 | Verein                     | Tore |
| --- | ----------------------- | -------------------------- | ---- |
| 01. | Frank Kuhnt             | BSG Chemie Buna Schkopau   | 16   |
| 02. | Hans-Jürgen Franke      | ASG Vorwärts Dessau        | 14   |
| 03. | Eckard Beckmann         | BSG Stahl Nordwest Leipzig | 13   |
| 04. | Hans-Dieter Auffenbauer | SG Dynamo Eisleben         | 10   |
| 04. | Roland Nowotny          | BSG Chemie Buna Schkopau   | 10   |

### Zuschauer
In 132 Spielen kamen 237.300 Zuschauer ({\displaystyle \varnothing } 1.797 pro Spiel) in die Stadien.
Größte Zuschauerkulisse
7.200 BSG Chemie Leipzig – BSG Chemie Wolfen (2. Sp.)
Niedrigste Zuschauerkulisse
100 BSG Stahl Nordwest Leipzig – SG Dynamo Eisleben (13. Sp.)
| Mannschaft                 | Gesamt | {\displaystyle \varnothing } | Heim   | {\displaystyle \varnothing } | Ausw.  | {\displaystyle \varnothing } |
| -------------------------- | ------ | ---------------------------- | ------ | ---------------------------- | ------ | ---------------------------- |
| BSG Chemie Buna Schkopau   | 35.150 | 1.598                        | 15.400 | 1.400                        | 19.750 | 1.795                        |
| BSG Stahl Blankenburg      | 49.250 | 2.239                        | 24.350 | 2.213                        | 24.900 | 2.263                        |
| BSG Chemie Leipzig         | 83.600 | 3.800                        | 48.500 | 4.409                        | 35.100 | 3.190                        |
| SG Dynamo Eisleben         | 33.300 | 1.514                        | 13.350 | 1.213                        | 19.950 | 1.813                        |
| BSG Lokomotive Stendal     | 43.900 | 1.995                        | 26.500 | 2.409                        | 17.400 | 1.581                        |
| BSG Stahl Thale            | 49.300 | 2.241                        | 28.950 | 2.631                        | 20.350 | 1.850                        |
| ASG Vorwärts Dessau        | 32.400 | 1.473                        | 15.500 | 1.409                        | 16.900 | 1.536                        |
| BSG Stahl Nordwest Leipzig | 25.700 | 1.168                        | 07.200 | 0654                         | 18.500 | 1.681                        |
| BSG Chemie Zeitz           | 27.300 | 1.241                        | 13.000 | 1.181                        | 14.300 | 1.300                        |
| BSG Chemie Wolfen          | 28.650 | 1.302                        | 07.950 | 0722                         | 20.700 | 1.881                        |
| BSG MK Sangerhausen        | 39.150 | 1.780                        | 23.100 | 2.100                        | 16.050 | 1.459                        |
| BSG Chemie Schönebeck      | 27.000 | 1.227                        | 13.500 | 1.227                        | 13.500 | 1.227                        |

## Staffel D

### Saisonverlauf
Die BSG Energie Cottbus wurde ihrer Favoritenrolle gerecht und gewann souverän den Staffelsieg. Bis auf den 1. Spieltag thronte man immer an der Tabellenspitze und ließ nur bei der BSG Motor Werdau beide Punkte liegen. Das Mittelfeld bestand aus der TSG Gröditz, der BSG Motor Werdau und der BSG Aktivist Schwarze Pumpe. Die anderen Mannschaften kämpften mehr oder weniger bis zum letzten Spieltag um den Klassenerhalt. Mit nur 4 Punkten nach der Winterpause konnte der Neuling TSG Lübbenau als erster das Ticket für die Bezirksliga buchen. Den gleichen Weg mussten am Ende auch die BSG Aktivist Espenhain und die ASG Vorwärts Plauen gehen. Am letzten Spieltag musste für die BSG Motor „F.-H.“ Karl-Marx-Stadt ein Sieg gegen die ASG Vorwärts Kamenz her, um sicher die Klasse zu halten. Plauen dagegen hatte noch die Chance im direkten Duell bei der FSV Lokomotive Dresden, diese hinter zu lassen. Dafür war aber ein Sieg mit vier Toren Unterschied nötig. Karl-Marx-Stadt gewann 3:1 und konnte genauso den Klassenerhalt feiern wie die Dresdener trotz einer 0:2-Niederlage gegen Plauen.

### Abschlusstabelle
| Pl. | Verein                            | Sp. | S  | U  | N  | Tore    | Diff. | Punkte |
| --- | --------------------------------- | --- | -- | -- | -- | ------- | ----- | ------ |
| 1.  | BSG Energie Cottbus               | 22  | 15 | 6  | 1  | 047:180 | +29   | 36:80  |
| 2.  | TSG Gröditz (N)                   | 22  | 10 | 7  | 5  | 033:300 | +3    | 27:17  |
| 3.  | BSG Motor Werdau                  | 22  | 10 | 5  | 7  | 052:370 | +15   | 25:19  |
| 4.  | BSG Aktivist Schwarze Pumpe       | 22  | 8  | 8  | 6  | 033:250 | +8    | 24:20  |
| 5.  | BSG Aufbau Krumhermersdorf (N)    | 22  | 8  | 6  | 8  | 036:400 | −4    | 22:22  |
| 6.  | ASG Vorwärts Kamenz               | 22  | 6  | 8  | 8  | 033:300 | +3    | 20:24  |
| 7.  | BSG Motor „F.-H.“ Karl-Marx-Stadt | 22  | 7  | 6  | 9  | 031:370 | −6    | 20:24  |
| 8.  | BSG Fortschritt Bischofswerda     | 22  | 7  | 6  | 9  | 022:320 | −10   | 20:24  |
| 9.  | FSV Lokomotive Dresden            | 22  | 7  | 5  | 10 | 031:300 | +1    | 19:25  |
| 10. | ASG Vorwärts Plauen               | 22  | 5  | 9  | 8  | 029:310 | −2    | 19:25  |
| 11. | BSG Aktivist Espenhain            | 22  | 4  | 10 | 8  | 025:330 | −8    | 18:26  |
| 12. | TSG Lübbenau (N)                  | 22  | 5  | 4  | 13 | 025:540 | −29   | 14:30  |

| (N) | Aufsteiger aus der Bezirksliga 1979/80 |

### Kreuztabelle
Die Kreuztabelle stellt die Ergebnisse aller Spiele dieser Saison dar. Die Heimmannschaft ist in der linken Spalte aufgelistet und die Gastmannschaft in der obersten Reihe.
| 1980/81 | 1980/81                           | BSG Energie Cottbus | TSG Gröditz | BSG Motor Werdau | BSG Aktivist Schwarze Pumpe | BSG Aufbau Krumhermersdorf | ASG Vorwärts Kamenz | BSG Motor „F.-H.“ Karl-Marx-Stadt | BSG Fortschritt Bischofswerda | FSV Lokomotive Dresden | ASG Vorwärts Plauen | BSG Aktivist Espenhain | TSG Lübbenau |
| ------- | --------------------------------- | ------------------- | ----------- | ---------------- | --------------------------- | -------------------------- | ------------------- | --------------------------------- | ----------------------------- | ---------------------- | ------------------- | ---------------------- | ------------ |
| 01.     | BSG Energie Cottbus               |                     | 2:0         | 3:0              | 1:1                         | 3:1                        | 2:0                 | 2:1                               | 6:0                           | 4:1                    | 4:0                 | 2:1                    | 2:1          |
| 02.     | TSG Gröditz                       | 2:2                 |             | 1:0              | 2:0                         | 2:0                        | 2:1                 | 4:2                               | 0:0                           | 2:1                    | 1:0                 | 1:1                    | 2:1          |
| 03.     | BSG Motor Werdau                  | 3:0                 | 3:3         |                  | 1:1                         | 9:1                        | 3:4                 | 6:1                               | 2:1                           | 3:1                    | 2:2                 | 2:0                    | 5:0          |
| 04.     | BSG Aktivist Schwarze Pumpe       | 3:3                 | 1:2         | 0:2              |                             | 4:1                        | 1:0                 | 2:1                               | 2:1                           | 0:0                    | 3:0                 | 1:2                    | 3:0          |
| 05.     | BSG Aufbau Krumhermersdorf        | 1:1                 | 2:1         | 1:2              | 0:0                         |                            | 1:1                 | 2:0                               | 2:0                           | 3:1                    | 4:1                 | 2:1                    | 2:1          |
| 06.     | ASG Vorwärts Kamenz               | 1:2                 | 0:0         | 2:0              | 2:2                         | 3:2                        |                     | 2:2                               | 1:2                           | 2:0                    | 1:1                 | 4:0                    | 5:0          |
| 07.     | BSG Motor „F.-H.“ Karl-Marx-Stadt | 0:2                 | 0:0         | 0:1              | 2:0                         | 3:3                        | 3:1                 |                                   | 0:0                           | 1:1                    | 3:2                 | 2:1                    | 2:0          |
| 08.     | BSG Fortschritt Bischofswerda     | 0:2                 | 0:2         | 2:2              | 2:1                         | 2:1                        | 3:2                 | 2:1                               |                               | 2:0                    | 1:2                 | 0:0                    | 1:0          |
| 09.     | FSV Lokomotive Dresden            | 1:2                 | 4:1         | 4:0              | 2:2                         | 2:0                        | 3:0                 | 2:0                               | 1:1                           |                        | 0:2                 | 1:1                    | 4:1          |
| 10.     | ASG Vorwärts Plauen               | 0:0                 | 1:1         | 4:2              | 0:0                         | 2:2                        | 0:0                 | 1:2                               | 2:1                           | 0:1                    |                     | 1:1                    | 7:0          |
| 11.     | BSG Aktivist Espenhain            | 1:1                 | 6:2         | 3:1              | 0:3                         | 1:1                        | 0:0                 | 1:3                               | 0:0                           | 1:0                    | 1:1                 |                        | 2:2          |
| 12.     | TSG Lübbenau                      | 0:1                 | 3:2         | 3:3              | 1:3                         | 0:4                        | 1:1                 | 2:2                               | 3:1                           | 2:1                    | 1:0                 | 3:1                    |              |

### Torschützenliste
|     | Spieler             | Verein                      | Tore |
| --- | ------------------- | --------------------------- | ---- |
| 01. | Bernd Sachse        | BSG Aufbau Krumhermersdorf  | 19   |
| 02. | Andreas Leuthäuser  | ASG Vorwärts Kamenz         | 15   |
| 03. | Karl-Heinz Herrmann | BSG Aktivist Espenhain      | 14   |
| 04. | Bernd Mickan        | BSG Motor Werdau            | 12   |
| 05. | Peter Zierau        | BSG Energie Cottbus         | 11   |
| 06. | Hans-Dieter Paulo   | BSG Aktivist Schwarze Pumpe | 10   |

### Zuschauer
In 132 Spielen kamen 154.740 Zuschauer ({\displaystyle \varnothing } 1.172 pro Spiel) in die Stadien.
Größte Zuschauerkulisse
5.000  BSG Aktivist Schwarze Pumpe – BSG Energie Cottbus (4. Sp.)
Niedrigste Zuschauerkulisse
100 ASG Vorwärts Plauen – BSG Motor „F.-H.“ Karl-Marx-Stadt (12. Sp.)
| Mannschaft                     | Gesamt | {\displaystyle \varnothing } | Heim   | {\displaystyle \varnothing } | Ausw.  | {\displaystyle \varnothing } |
| ------------------------------ | ------ | ---------------------------- | ------ | ---------------------------- | ------ | ---------------------------- |
| BSG Energie Cottbus            | 45.650 | 2.075                        | 29.400 | 2.672                        | 16.250 | 1.477                        |
| TSG Gröditz                    | 19.650 | 0893                         | 08.850 | 0804                         | 10.800 | 0981                         |
| BSG Motor Werdau               | 26.350 | 1.198                        | 13.000 | 1.181                        | 13.350 | 1.213                        |
| BSG Aktivist Schwarze Pumpe    | 36.150 | 1.643                        | 23.400 | 2.127                        | 12.750 | 1.159                        |
| BSG Aufbau Krumhermersdorf     | 27.450 | 1.248                        | 15.450 | 1.404                        | 12.000 | 1.090                        |
| ASG Vorwärts Kamenz            | 27.750 | 1.261                        | 15.150 | 1.377                        | 12.600 | 1.145                        |
| BSG M. „F.-H.“ Karl-Marx-Stadt | 22.150 | 1.007                        | 10.850 | 0986                         | 11.300 | 1.027                        |
| BSG Fortschritt Bischofswerda  | 29.200 | 1.327                        | 13.500 | 1.227                        | 15.700 | 1.427                        |
| FSV Lokomotive Dresden         | 22.650 | 1.030                        | 08.800 | 0800                         | 13.850 | 1.259                        |
| ASG Vorwärts Plauen            | 16.440 | 0745                         | 04.990 | 0453                         | 11.450 | 1.040                        |
| BSG Aktivist Espenhain         | 16.290 | 0740                         | 04.200 | 0381                         | 12.090 | 1.099                        |
| TSG Lübbenau                   | 19.750 | 0898                         | 07.150 | 0650                         | 12.600 | 1.145                        |

## Staffel E

### Saisonverlauf
Diesmal hatte die BSG Motor Suhl das glücklichere Ende im Kampf um den Staffelsieg für sich. Sie verwiesen den Vorjahresmeister die BSG Wismut Gera und die BSG Motor Nordhausen auf die Plätze. Gera und Nordhausen patzten nach der Winterpause zu oft und so konnte Suhl mit einer tollen Serie von 13:3 Punkten (ohne Niederlage) noch an beiden vorbeiziehen. Die BSG Motor Weimar liebäugelte nach drei Zweiten Plätzen endlich einmal mit dem Staffelsieger, jedoch fehlten am Ende jene sechs Punkte die man am grünen Tisch verlor.
 Im Kampf gegen den Abstieg befanden sich bis auf die drei ersten der Tabelle alle restlichen Mannschaften. Für den Neuling aus dem Bezirk Suhl der BSG Motor Steinach war die Spielklasse eine Nummer zu groß, wie schon im Vorjahr der BSG WK Schmalkalden. Erst am letzten Spieltag wurden die beiden anderen Absteiger ermittelt. Die BSG Fortschritt Weida rettete sich mit einem Unentschieden gegen die BSG Chemie IW Ilmenau und die BSG Motor Rudisleben-Ichtershausen mit einem Sieg gegen die BSG Landbau Bad Langensalza. Für Bad Langensalza bedeutete die Niederlage den Abstieg in die Bezirksliga. Den gleichen Weg musste auch die BSG Motor Hermsdorf gehen, der auch ein Sieg gegen Steinach nicht mehr helfen konnte.

### Abschlusstabelle
| Pl. | Verein                             | Sp. | S  | U  | N  | Tore    | Diff. | Punkte |
| --- | ---------------------------------- | --- | -- | -- | -- | ------- | ----- | ------ |
| 1.  | BSG Motor Suhl                     | 22  | 12 | 5  | 5  | 036:200 | +16   | 29:15  |
| 2.  | BSG Wismut Gera                    | 22  | 10 | 8  | 4  | 042:240 | +18   | 28:16  |
| 3.  | BSG Motor Nordhausen               | 22  | 9  | 10 | 3  | 041:250 | +16   | 28:16  |
| 4.  | BSG Aktivist Kali Werra Tiefenort  | 22  | 7  | 9  | 6  | 040:350 | +5    | 23:21  |
| 5.  | BSG Motor Weimar                   | 22  | 7  | 9  | 6  | 034:330 | +1    | 23:21  |
| 6.  | BSG Glückauf Sondershausen (N)     | 22  | 7  | 8  | 7  | 044:410 | +3    | 22:22  |
| 7.  | BSG Chemie IW Ilmenau              | 22  | 6  | 10 | 6  | 034:310 | +3    | 22:22  |
| 8.  | BSG Motor Rudisleben-Ichtershausen | 22  | 7  | 7  | 8  | 033:420 | −9    | 21:23  |
| 9.  | BSG Fortschritt Weida              | 22  | 6  | 8  | 8  | 047:390 | +8    | 20:24  |
| 10. | BSG Motor Hermsdorf (N)            | 22  | 5  | 10 | 7  | 023:270 | −4    | 20:24  |
| 11. | BSG Landbau Bad Langensalza        | 22  | 7  | 4  | 11 | 031:420 | −11   | 18:26  |
| 12. | BSG Motor Steinach (N)             | 22  | 4  | 2  | 16 | 032:780 | −46   | 10:34  |

| (N) | Aufsteiger aus der Bezirksliga 1979/80 |

### Kreuztabelle
Die Kreuztabelle stellt die Ergebnisse aller Spiele dieser Saison dar. Die Heimmannschaft ist in der linken Spalte aufgelistet und die Gastmannschaft in der obersten Reihe.
| 1980/81 | 1980/81                            | BSG Motor Suhl | BSG Wismut Gera | BSG Motor Nordhausen | BSG Aktivist Kali Werra Tiefenort | BSG Motor Weimar | BSG Glückauf Sondershausen | BSG Chemie IW Ilmenau | BSG Motor Rudisleben-Ichtershausen | BSG Fortschritt Weida | BSG Motor Hermsdorf | BSG Landbau Bad Langensalza | BSG Motor Steinach |
| ------- | ---------------------------------- | -------------- | --------------- | -------------------- | --------------------------------- | ---------------- | -------------------------- | --------------------- | ---------------------------------- | --------------------- | ------------------- | --------------------------- | ------------------ |
| 01.     | BSG Motor Suhl                     |                | 1:1             | 1:0                  | 2:0                               | 0:0              | 2:4                        | 0:0                   | 4:1                                | 3:1                   | 1:0                 | 6:1                         | 3:1                |
| 02.     | BSG Wismut Gera                    | 0:0            |                 | 0:0                  | 2:1                               | 2:2              | 2:1                        | 2:3                   | 3:0                                | 1:0                   | 5:0                 | 3:0                         | 4:2                |
| 03.     | BSG Motor Nordhausen               | 2:1            | 2:1             |                      | 6:3                               | 1:1              | 1:1                        | 3:2                   | 2:0                                | 3:3                   | 1:0                 | 1:2                         | 8:1                |
| 04.     | BSG Aktivist Kali Werra Tiefenort  | 1:3            | 1:1             | 2:2                  |                                   | 1:1              | 0:0                        | 2:1                   | 4:1                                | 3:2                   | 2:2                 | 1:0                         | 7:0                |
| 05.     | BSG Motor Weimar                   | 1:0            | 2:2             | 1:1                  | 0:1                               |                  | 2:1                        | 3:1                   | 3:1                                | 3:3                   | [ E 1 ]             | 1:1                         | [ E 2 ]            |
| 06.     | BSG Glückauf Sondershausen         | 1:2            | 4:1             | 1:1                  | 2:2                               | 1:1              |                            | 1:1                   | 1:1                                | 3:1                   | 3:1                 | 0:3                         | 5:1                |
| 07.     | BSG Chemie IW Ilmenau              | 0:0            | 0:0             | 1:2                  | 1:1                               | 2:1              | 3:3                        |                       | 2:0                                | 0:3                   | 0:0                 | 3:1                         | 4:2                |
| 08.     | BSG Motor Rudisleben-Ichtershausen | 1:0            | 1:1             | 0:0                  | 1:1                               | 1:4              | 5:2                        | 1:5                   |                                    | 2:1                   | 4:1                 | 3:0                         | 3:2                |
| 09.     | BSG Fortschritt Weida              | 3:1            | 0:3             | 2:2                  | 3:0                               | 1:3              | 2:3                        | 1:1                   | 1:1                                |                       | 0:0                 | 4:0                         | 9:2                |
| 10.     | BSG Motor Hermsdorf                | 0:2            | 1:2             | 0:0                  | 1:1                               | 3:1              | 3:1                        | 1:1                   | 1:1                                | 1:1                   |                     | 0:0                         | 2:0                |
| 11.     | BSG Landbau Bad Langensalza        | 2:3            | 2:1             | 2:0                  | 4:0                               | [ E 3 ]          | 1:4                        | 2:1                   | 2:2                                | 2:2                   | 1:3                 |                             | 1:3                |
| 12.     | BSG Motor Steinach                 | 0:1            | 1:5             | 0:3                  | 0:6                               | 1:4              | 5:2                        | 2:2                   | 2:4                                | 2:4                   | 0:0                 | 2:1                         |                    |

1. ↑  BSG Motor Weimar – BSG Motor Hermsdorf 7:0 (4. Spieltag); Wertung: 2:0 Punkte und 3:0 Tore für Hermsdorf
2. ↑  BSG Motor Weimar – BSG Motor Steinach 7:0 (6. Spieltag); Wertung: 2:0 Punkte und 3:0 Tore für Steinach
3. ↑  BSG Landbau Bad Langensalza – BSG Motor Weimar 0:1 (5. Spieltag); Wertung: 2:0 Punkte und 3:0 Tore für Bad Langensalza

In allen drei Spielen wirkte der Spieler Jürgen Albrecht unberechtigt mit. Der Ausschlag dafür war ein Wechselfehler zwischen der ASG Vorwärts Mühlhausen, bei der er während seines Ehrendienst in der NVA spielte und der BSG Motor Weimar.

### Torschützenliste
|     | Spieler          | Verein                             | Tore |
| --- | ---------------- | ---------------------------------- | ---- |
| 01. | Olaf Distelmeier | BSG Wismut Gera                    | 16   |
| 02. | Uwe Aschmann     | BSG Motor Weimar                   | 12   |
| 02. | Ulrich Tambor    | BSG Fortschritt Weida              | 12   |
| 04. | Roland Garthof   | BSG Glückauf Sondershausen         | 11   |
| 05. | Bernd Bader      | BSG Aktivist Kali Werra Tiefenort  | 10   |
| 05. | Lutz Hartung     | BSG Glückauf Sondershausen         | 10   |
| 05. | Ralf Schulenberg | BSG Motor Rudisleben-Ichtershausen | 10   |

### Zuschauer
In 132 Spielen kamen 226.000 Zuschauer ({\displaystyle \varnothing } 1.712 pro Spiel) in die Stadien.
Größte Zuschauerkulisse
5.500  BSG Glückauf Sondershausen – BSG Motor Nordhausen (22. Sp.)
Niedrigste Zuschauerkulisse
300 BSG Aktivist Kali Werra Tiefenort – BSG Chemie IW Ilmenau (13. Sp.)
| Mannschaft                         | Gesamt | {\displaystyle \varnothing } | Heim   | {\displaystyle \varnothing } | Ausw.  | {\displaystyle \varnothing } |
| ---------------------------------- | ------ | ---------------------------- | ------ | ---------------------------- | ------ | ---------------------------- |
| BSG Motor Suhl                     | 40.050 | 1.820                        | 18.550 | 1.686                        | 21.500 | 1.954                        |
| BSG Wismut Gera                    | 46.250 | 2.102                        | 22.000 | 2.000                        | 24.250 | 2.204                        |
| BSG Motor Nordhausen               | 52.750 | 2.398                        | 30.200 | 2.745                        | 22.550 | 2.050                        |
| BSG Aktivist Kali Werra Tiefenort  | 28.200 | 1.282                        | 12.300 | 1.118                        | 15.900 | 1.445                        |
| BSG Motor Weimar                   | 48.600 | 2.209                        | 27.050 | 2.459                        | 21.550 | 1.959                        |
| BSG Glückauf Sondershausen         | 45.950 | 2.089                        | 27.750 | 2.522                        | 18.200 | 1.654                        |
| BSG Chemie IW Ilmenau              | 39.700 | 1.805                        | 22.450 | 2.040                        | 17.250 | 1.568                        |
| BSG Motor Rudisleben-Ichtershausen | 36.800 | 1.673                        | 17.400 | 1.581                        | 19.400 | 1.763                        |
| BSG Fortschritt Weida              | 28.700 | 1.305                        | 11.350 | 1.031                        | 17.350 | 1.577                        |
| BSG Motor Hermsdorf                | 24.100 | 1.095                        | 09.050 | 0822                         | 15.050 | 1.368                        |
| BSG Landbau Bad Langensalza        | 37.850 | 1.720                        | 19.200 | 1.745                        | 18.650 | 1.695                        |
| BSG Motor Steinach                 | 24.350 | 1.109                        | 08.700 | 0790                         | 15.650 | 1.422                        |

## Aufstiegsrunde

### Saisonverlauf
Die BSG Energie Cottbus war in der Aufstiegsrunde die konstanteste Mannschaft (Heim/Auswärtsbilanz) und stieg verdientermaßen in die DDR-Oberliga auf. Die Überraschungsmannschaft der Liga-Staffel C  BSG Chemie Buna Schkopau kam den Cottbusern am nächsten und stieg fast sensationell ins Oberhaus auf. Der 1. FC Union Berlin, als großer Favorit in die Aufstiegsrunde gegangen, scheiterte am Ende an ihrer schlechten Auswärtsbilanz (1:7 Pkt.). Am 8. Spieltag vergab man die letzte Chance auf eine sofortige Rückkehr in die Oberliga, durch eine 0:2-Niederlage bei Schkopau. Bei der BSG Schiffahrt/Hafen Rostock waren die Leistungen sehr schwankend, dennoch hatte man am letzten Spieltag die Chance mit einem Sieg in Schkopau in die Oberliga aufzusteigen. Nach einer 4:2-Niederlage trotz zweimaliger Führung, blieb am Ende der 4. Platz für die Rostocker. Die Mannschaft der BSG Motor Suhl kam nicht so richtig in Tritt und verlor schnell den Anschluss an die Aufstiegsplätze.

### Abschlusstabelle
| Pl. | Verein                       | Sp. | S | U | N | Tore    | Diff. | Punkte |
| --- | ---------------------------- | --- | - | - | - | ------- | ----- | ------ |
| 1.  | BSG Energie Cottbus          | 8   | 5 | 2 | 1 | 015:700 | +8    | 12:40  |
| 2.  | BSG Chemie Buna Schkopau     | 8   | 4 | 2 | 2 | 016:120 | +4    | 10:60  |
| 3.  | 1. FC Union Berlin           | 8   | 3 | 2 | 3 | 017:110 | +6    | 08:80  |
| 4.  | BSG Schiffahrt/Hafen Rostock | 8   | 3 | 1 | 4 | 015:180 | −3    | 07:90  |
| 5.  | BSG Motor Suhl               | 8   | 0 | 3 | 5 | 009:240 | −15   | 03:13  |

### Kreuztabelle
Die Kreuztabelle stellt die Ergebnisse aller Spiele dieser Saison dar. Die Heimmannschaft ist in der linken Spalte aufgelistet und die Gastmannschaft in der obersten Reihe.
| 1980/81 | 1980/81                      | BSG Energie Cottbus | BSG Chemie Buna Schkopau |     | BSG Schiffahrt/Hafen Rostock | BSG Motor Suhl |
| ------- | ---------------------------- | ------------------- | ------------------------ | --- | ---------------------------- | -------------- |
| 1.      | BSG Energie Cottbus          |                     | 1:0                      | 2:1 | 2:0                          | 2:0            |
| 2.      | BSG Chemie Buna Schkopau     | 2:2                 |                          | 2:0 | 4:2                          | 4:1            |
| 3.      | 1. FC Union Berlin           | 0:0                 | 4:1                      |     | 5:2                          | 7:1            |
| 4.      | BSG Schiffahrt/Hafen Rostock | 2:1                 | 1:2                      | 3:0 |                              | 2:2            |
| 5.      | BSG Motor Suhl               | 2:5                 | 1:1                      | 0:0 | 2:3                          |                |

### Torschützenliste
|     | Spieler             | Verein                       | Tore |
| --- | ------------------- | ---------------------------- | ---- |
| 01. | Heinz Pinkohs       | BSG Schiffahrt/Hafen Rostock | 6    |
| 02. | Helmut Brandtner    | BSG Chemie Buna Schkopau     | 4    |
| 02. | Klaus-Dieter Helbig | 1. FC Union Berlin           | 4    |

### Zuschauer
In 20 Spielen kamen 143.600 Zuschauer ({\displaystyle \varnothing } 7.180 pro Spiel) in die Stadien.
Größte Zuschauerkulisse
17.500  1. FC Union Berlin – BSG Energie Cottbus (1. Sp.)
Niedrigste Zuschauerkulisse
1.000 BSG Motor Suhl – BSG Energie Cottbus (10. Sp.)
| Mannschaft                   | Gesamt | {\displaystyle \varnothing } | Heim   | {\displaystyle \varnothing } | Ausw.  | {\displaystyle \varnothing } |
| ---------------------------- | ------ | ---------------------------- | ------ | ---------------------------- | ------ | ---------------------------- |
| BSG Energie Cottbus          | 67.500 | 8.437                        | 43.000 | 10.7500                      | 24.500 | 6.125                        |
| BSG Chemie Buna Schkopau     | 51.300 | 6.412                        | 23.500 | 5.875                        | 27.800 | 6.950                        |
| 1. FC Union Berlin           | 75.300 | 9.412                        | 35.500 | 8.875                        | 39.800 | 9.950                        |
| BSG Schiffahrt/Hafen Rostock | 61.500 | 7.687                        | 30.000 | 7.500                        | 31.500 | 7.875                        |
| BSG Motor Suhl               | 31.600 | 3.950                        | 11.600 | 2.900                        | 20.000 | 5.000                        |

## Aufsteiger
| 1.                           | BSG Energie Cottbus |
| Logo der BSG Energie Cottbus | Rolf-Dieter Kahnt (24 Spiele / Tore –) Michael Braun (27/1) Robert Reiß (28/–), Bernd Kulke (23/7), Bernd Müller (28/1) Uwe Weller (29/4), Bernd Deutschmann (18/3), Ralf Lempke (27/5) Hagen Wellschmidt (30/11), Bernd Mudra (25/6), Peter Zierau (26/13) Trainer: Hans-Jürgen Stenzel bis 3. Spieltag, ab 4. Spieltag Dieter Schulz |
| Logo der BSG Energie Cottbus | außerdem: Andreas Wendt (Tor 6/–); Karl-Heinz Jahn (22/1), Klaus Pohle (11/3), Udo Stimpel (4/–); Dietmar Drabow (5/1), Detlef Müller (3/1), Hartmut Schömberg (4/–); Roland Balck (9/1), Dietmar Förster (6/–), René Röder (5/2), Petrik Sander (4/1) – dazu ein Eigentor von Jank (Vorwärts Kamenz).                                 |

| 2.                                | BSG Chemie Buna Schkopau |
| Logo der BSG Chemie Buna Schkopau | Jochen Habekuß (30 Spiele / Tore –) Gerd Koßmann (29/2) Roland Demmer (29/1), Herbert Skowronek (20/1), Günther Koselewski (22/1) Rainer Langer (29/–), Reinhard Radsch (29/1), Roland Nowotny (28/13) Frank Kuhnt (29/19), Helmut Brandtner (28/12), Ralf Pretzsch (19/2) Trainer: Olaf Keller |
| Logo der BSG Chemie Buna Schkopau | außerdem: Ralf Blaudschun (10/–); Stefanus Immig (6/–), Bernhard Kopf (20/4), Andreas Meyer (12/2); Waldemar Köppe (4/–), Günter Krosse (17/–), Rainer Wallek (15/1). ohne Einsatz blieben: Peter Rath (Tor), Ingo Zänker (Tor), Frank-Peter Rosenbusch                                         |